# PL Kjódan
A PL Kjódan (Perfect Liberty Kyodan, A Tökéletes Szabadság Rendje) a 20. század eleji Japán zen buddhista kultúrájában született és napjainkban világszerte terjedő vallás. A PL hiszi, hogy a világbékét csak akkor érhetjük el, ha először segítünk az embereknek megvalósítani a családon belüli és az embertársak közötti harmóniát. A PL szívesen fogad bárkit, tartozzon bármely népcsoporthoz, nemzethez, spirituális vagy vallási közösséghez. A PL-hez csatlakozónak nem kell föladnia meglévő vallási hovatartozását. A PL hiszi, hogy mint Isten gyermeke, minden ember egyenlő. A Pátriárka, a PL szellemi vezetője keresi a vallások közötti megbékélés útját a világbéke előmozdítása érdekében. A PL a tudomány és vallás közötti egyetértés megteremtésén is munkálkodik. A PL megtaníthatja követőinek, miként kövessék intuíciójukat, s azt is, hogyan érhetik el a megvilágosodást. A személyes konzultáció lehetősége is a tagok rendelkezésére áll, ha ezt igénylik problémáik megoldása érdekében. A PL szent imaformája az Ojasikiri, mely beszámolók szerint segít a követőknek leküzdeni a stresszt, depressziót, szerencsétlenséget és betegséget. A Pátriárka és valamennyi PL lelkipásztor fogadalmat tesz, hogy segítenek a híveknek életük tökéletesítésében.

## Története

### Kanada Tokumicu: Szellemi Előfutár (1863–1919)
A PL-Kjódan elődszervezete a Hito-no-micsi Kjódan volt, de ezt megelőzően is létezett egy másik szervezet. Ez utóbbi alapítója Kanada Tokumicu volt, akit Kakuri-ojának (Szellemi Előfutárnak) hívnak. Ő lelkes tisztelettel adózott Kobodaisi (egy jól ismert buddhista pap, i. sz. 837 körül halt meg) emlékének. Tokumicu korai ifjúsága óta követte Kobodaisi tanítását, s rendkívül nehéz spirituális gyakorlatokat végzett, hogy tanítványává válhasson. Végül elérte a megvilágosodást és létrehozta a Mitakekjó Tokumicu Daikjókai nevű vallási mozgalmat. (Mitakekjó a sintoizmus egyik ága. A korabeli Japánban létezett egy törvény, mely szerint új vallást csak egy meglévő szervezet keretében lehetett alapítani.)
Megjósolta, hogy halála után a 18 alapelv, melyeket isteni sugallatként kapott, 21-re fog kiegészülni, hogy azok alapján egy igaz vallás jöjjön létre. Kanada Tokumicu 1919. január 4-én hunyt el.

### Miki Tokuharu: Első Kjoszó (1871–1938)
Az Első Kjoszó, Miki Tokuharu a zen buddhizmus Obaku ágához tartozó szerzetes volt.
1912-ben találkozott Kanada Tokumicuval, aki azonnal meggyógyította idült asztmájából a Szent Ofurikae (betegségek időleges gyógyításának képessége) révén. Miki Tokuharura oly mély benyomást tett csodálatos gyógyulása és Kanada személyisége, s tanításának mélysége, hogy elhatározta, hogy a tanítványa lesz. 1916-ban elhagyta buddhista papi hivatását (mely hosszú évekig tartó kemény tanulást követelt tőle), hogy Kanada tanítványa lehessen.
Korai halála előtt Kanada Tokumicu elmondta az Első Kjoszónak végakaratát: "Kérlek, ültess egy szakaki fát azon a helyen, ahol meghalok, és viseld gondját, mint egy Himoroginak (szent fának). Így cselkedvén találkozni fogsz egy Makotóval (tökéletes őszinteséggel) eltöltött emberrel, aki teljessé fogja tenni tanításomat."
Kanada Tokumicu halála után, kívánságának megfelelően az Első Kjoszó ültetett egy szakaki fát, egy Himorogit azon a helyen, ahol Kanada Tokumicu befejezte életét. Az Első Alapító miután öt éven keresztül gondozta a Himorogit, s naponta kijárt oda imádkozni, megkapta a hiányzó három alapelvet, melyek teljessé tehetik a tanokat. Végül 1924-ben megvilágosodott, s megalapította az új Tokumicu Daikjókait, szintén a sintoizmus Mitakekjó ága keretében.
1928-ban átlépett a egy másik sintó irányzathoz (Fuszokjó), majd 1931-ben átnevezte szervezetét Hito-no-micsinek (továbbra is a Fuszokjó keretein belül).
A Hito-no-micsi Kjódan tanai gyorsan terjedtek szerte Japánban, Koreában, Kínában és további délkelet-ázsiai országokban, s a követők száma hamarosan meghaladta az egymilliót. Mindazonáltal a militarista japán kormányzat gyűlölte ezt a gyorsan növekvő mozgalmat, s 1936. szeptember 2-án, a Második Kjoszó, Miki Tokucsika utódlási ünnepségét követő napon kezdetét vette az üldöztetés.
Az Első Kjoszó imádkozott és kérte Istent, hogy rövidítse meg életét 30 évvel, hogy áldozata által a tanítások fennmaradhassanak, s a világbéke hamarabb megvalósuljon. Ekkor, 1937 áprilisában elrendelték a Hito-no-micsi Kjódan feloszlatását. A rendőrség letartóztatta az Első Alapítót, akit kínoztak és éheztettek, minek következtében a teste annyira legyengüt, hogy ideiglenesen szabadon engedték.
A Hito-no-micsi üldöztetése közepette, 1938. július 6-án az Első Alapító elhunyt.

### Miki Tokucsika: Második Kjoszó (1900–1983)
A Második Alapító 1900. április 8-án született az Anrakudzsi Templomban. Április 8-a különösen jelentős dátum, ugyanis Buddha is e napon született. 16 éves korában kjósi (lelkész) lett Kanada Tokumicu vallási szervezetében, a Tokumicu Daikjókaiban. 1929 júniusában elismerést nyert a Második Kjoszó azon képessége, hogy Miosiét adjon a tagoknak. A tagság július 21-én ünnepelte ezt az eseményt, így 21-e a havi hálaadási szertartás napja lett. 1936. szeptember 27-én tartották meg a fesztivált, melyen megünnepelték, hogy Miki Tokucsika, Második Alapítóként atyja örökösévé neveztetett ki. 1945. május 20-án a Második Kjoszót igazságtalan vádak alapján felségsértésért bebörtönözték. Mindazonáltal a világháború befejezése után ártatlanságát elismerték, a felségsértést mint bűncselekményt eltörölték, s ő szabad emberként hagyta el a fogházat.
A következő évben, 1946. szeptember 29-én megalapította a PL Kjódant a Szaga prefektúrában található Toszu városában mintegy válaszként a Hito-no-micsi Kjódan híveinek lelkesedésére, s kinyilatkoztatta azon igazságot, mely szerint az „Élet művészet.” (1974 decemberében a PL Kjódant hivatalosan átnevezték Perfect Liberty Kjódannak, s a PL rövid változatként használatos.)
A PL megalapítása után egy évvel a Második Alapító isteni sugallatként megkapta a 21 PL-alapelvet. Ez a 21 alapelv képezi a PL tanításának alapját.
A Második Alapító fáradhatatlanul dolgozott a vallások közötti együttműködés érdekében, megszervezvén az Új Japán Vallási Szervezetek Szövetségét, melynek évekig elnöke volt. A japán oktatási minisztérium pedig kinevezte a vallási kooperációs bizottság tagjává.
1953-ban megkezdődött a PL központjának felépítése Tondabajasiban, s fokozatosan elkészültek a szükséges létesítmények. Ekkor, 1958 májusában a Második Kjoszó megkapta és kinyilatkoztatta a szent Ojasikirit, melyben koncentrálódik a PL teljes energiája az emberek megváltása érdekében.
A Második Alapító kiszélesítette az elvek alkalmazását az iskolai oktatás, családnevelés, és a természettudományok (biológia, orvostudomány, számítástechnika), a művészetek (tanka versek, modern költészet, festészet, zene, mozi, tánc, teaszertartás, virágrendezés) s végül a sport és média területére. Sok energiát fektetett a vallások közötti együttműködés előmozdításába, s megalapította az Új Japán Vallási Szervezetek Szövetségét (Sin Suren).
Háromszor látogatott el a Vatikánba, ahol találkozott VI. Pál és II. János Pál pápákkal, akikkel a világbéke ügyéről tárgyalt. 1970-ben felügyelte a PL Béketorony építését. A Béketorony egy 180 méter (590 láb) magas, bármely vallás számára nyitott emlékmű, melyet a világbéke megvalósításának, s mindazok emlékének szenteltek, akik az emberi történelem kezdete óta háborúban haltak meg.
1983. február 2-án 82 éves korában a Második Alapító meghalt.

### Miki Takahito: Harmadik Kjoszó (1957–)
Közvetlenül a Második Alapító halála után, 1983 februárjában, Miki Takahito lett a Harmadik Kjoszó, hogy folytassa hívei tanítását.
A PL élén minden egyes korszakban egy Osieoja-szama (spirituális tanító) áll, aki elmagyarázza a tanításokat az adott kornak megfelelően. Ez egyedülálló dolog a PL-ben.
Miki Takahito ifjúságától kezdve bizonyságot tett intelligenciájáról és magas szellemi állapotáról. Mikor 12 éves volt, sikeresen tette le az egyetemi hallgatók egyik legnehezebb informatika vizsgáját. Ő folyamatosan megmutatja követőinek, micsoda öröm forrása az „emberiség útjának” gyakorlása a mindennapi életben.
Amellett hogy minden korszakban értelmezi a tanításokat, Osieoja-szama egy különleges fogadalmat is tesz Istennek, hogy minden tag, aki őszintén imádkozik, eljusson Istenhez. Ez az Istennek tett fogadalom (sikiri) abszolútnak tartják. Osieoja-szama sikirije Kanada Tokumicu, valamint az Első és Második Kjoszó erényeinek kumulációja. Ez az erény azoknak az őszinte erőfeszítéseknek az eredménye, melyeket az Első és Második Alapító életével és halálával véghezvitt.

## Kjoszó-szai: A PL-tűzijáték
Az Első Kjoszó egy kívánságot hagyott híveire: "Halálom után ezek a tanok el fognak terjedni az egész világon, ezért halálom egy vidám esemény a világbéke szempontjából. Sose szomorkodjatok a halálom miatt! Kérlek, hogy ünnepeljetek és emlékezettek rám tűzijátékkal." Így hát a Második Kjoszó az Első Alapító kívánsága és kiválósága iránti tiszteletből megalkotta a PL-tűzijáték művészetét. 1953 júliusában, az Első Kjoszó halálának 15. évfordulóján, Macujamában bemutatták az első tűzijátékot.
1954. július 6-án tartották az első Kjoszó-szait (az Alapító emléknapját) Habikino Szeicsiben, a Szentföldön. Nagy ceremóniával ünnepelték az Első Kjoszó halálának 16. évfordulóját. Azóta minden évben a Kjoszó-szait a PL-tűzijáték művészetével ünneplik Japánban a PL Szentföldjén.
Ez mára a világ legnagyobb éves rendszerességgel megtartott tűzijátéka. Több mint 120 ezer rakéta fénye ragyog. (Egy tipikus tűzijáték fesztiválon 5-10 ezer közötti a számuk.) A fényjátékok magukban foglalják a "Niagara-vízesést", mely 50 méter magas és 1 kilométer hosszú. A legfejlettebb pirotechnikai megoldásokat használják, s a nézőket korábban soha nem látott effektusokkal és játékokkal kápráztatják el. A nagy finálé keretében több mint 7000 fényszórót lőnek fel egyszerre nappalivá változtatván az éjszakai égboltot.

## PL Daihoncsó (Központ)
Az Első Kjoszó azt mondta: "A végleges központnak nagyobbnak kell lennie 3 millió cubónál, és hegyek s vizek szegélyezzék." A Habikino Dombság megfelelt ezeknek feltételeknek. A környék lakóinak meghívására a Második Alapító elhatározta, hogy oda helyezi át, illetve ott építi föl a központot. A tagság Miszaszagéjének (a mások érdekében való erőfeszítésének) eredményeként 1953-ban megkezdődött a terület megtisztítása, a dombokat legyalulták, s a völgyeket feltöltötték. 1961 novemberében a központ a Daihoncsó nevet kapta.

### A Himorogi
A Himorogit, szent fát, jelenleg a Kjoszók síremlékénél (Okucuki) őrzik, az Alapítók földi maradványaival együtt.

### A Főtemplom
Ezt a teljesen fehér építményt a PL Szentföldi Főtemplomának nevezik. 1959-ben épült, s a PL Központ szívében található, ezért a PL-tagok tisztelettel tekintenek erre a megszentelt épületre. A templom oltárát felszentelték, hogy egyfajta kapu legyen Mioja-ókami (Isten), az Első és Második Kjoszó, valamint az elhunyt ősök felé mindazok számára, akik itt imádkoznak.

### A PL Béketorony
A PL Béketorony, mely eléri a 180 méteres (590 láb) magasságot, 1970-ben épült, mint a legmodernebb és legkifinomultabb technológia kvintesszenciája. Egészen Kóbe városából is látni lehet. Egyedülálló formáját eredetileg a Második Kjoszó öntötte agyagba. Különleges, mutatóujjat formázó alakja a Második Alapító azon revelációját jelképezi, hogy "az igazság egy" – melynek alapja az örök béke és az emberiség jólétének megteremtésére irányuló vágy megvalósítása.
A PL Béketorony egy felekezetközi, szoborszerűen megalkotott emlékmű, melyet azon lelkek emlékének szenteltek, akik emberi konfliktusoknak estek áldozatul. Egy hely, ahol az emberek elmélkedhetnek a háborúk pusztító hatásain és imádkozhatnak a világbékéért. A PL Béketorony azért emeltetett, hogy szimbolizálja a PL "világbéke és az emberiség igazi boldogsága" iránti őszinte vágyát.
A Béketorony főoltárában kegyelettel őrzik mindazoknak a nevét, akik háborúk következtében vesztették életüket. Ezeket a neveket a világ minden tájáról összegyűjtötték, tekintet nélkül bőrszínre, vallási vagy politikai meggyőződésre, s mikrofilmen tárolják egy megszentelt arany konténerben.

## Imák

### Ima a világbékéért
Minden évben augusztus 1-jén kerül sor a Béketorony Szertartásra, hogy emlékezzenek azokra a lelkekre, akiknek életét idő előtt kioltotta a háború, s imádkozzanak a világbéke mielőbbi megvalósulásáért. Minden új esztendő első három napján a Béketorony szintén nyitva van minden zarándok számára, akik azért jönnek, hogy imádkozzanak és újévi áldásban részesüljenek.

### Ima azokért, akik háborúban haltak meg
Bárkinek a családja, aki háborúnak esett áldozatul, vallási hovatartozástól függetlenül kérheti, hogy az elhunyt személy nevét jegyezzék föl és őrizzék kegyelettel a PL Béketorony oltárán. Ily módon lehetőség nyílik arra, hogy szertartásokat végezzenek az elhunyt lélek békéje és a világbéke gyors megvalósítása érdekében minden augusztus 1-jén.

## Külföldi misszió
1958-ban, hogy ösvény nyíljon a világbéke megteremtése felé, São Paulo-ban létrejött a brazíliai PL Központ a világméretű misszió kezdeti bázisaként. A Második Kjoszó harminchárom országba látogatott el öt hónap alatt 1960-ban. Innentől kezdve a külföldi propagáció nagyon felgyorsult. A Második Alapító lelkészeket küldött külföldi missziós munkára, s napjainkra a PL fejlődésnek indult Brazíliában, az Egyesült Államokban, Kanadában, Argentínában, Peruban, Paraguayban, Francia- és Olaszországban, Portugáliában, Ausztráliában, Magyarországon és Svájcban.

## Kulcsfontosságú események
- 1912 áprilisában Az Első Kjoszó találkozása Kanada Tokumicuval.
- 1917 októberében az Első Kjoszó megtanulja a szent Migavari Imát.
- 1919. január 4-én Kanada Tokumicu meghal. A következő hónapban az Első és Második Kjoszó elhagyják a Tokumicu Egyházat. Az Első Kjoszó, Kanada instrukciói szerint elülteti és gondozza a szent Himorogit a mester halála helyszínén.
- 1923-1924 folyamán az Első Kjoszó megkapja a hiányzó 3 alapelvet a 21 alapelv teljessé válásához. 1924 októberében az Első Kjoszó tanításai alapján létrehoz egy kjódant.
- 1931. január Az Első Kjoszó szervezetét Hito-no-micsi Kjódannak nevezi
- 1936. szeptember Miki Tokucsika Második Kjoszó beiktatási ceremóniája szeptember 27-én
- 1936. szeptember A katonai kormányzat megkezdi a Hito-no-micsi elnyomását szeptember 28-án
- 1937. április Elrendelik a Hito-no-micsi feloszlatását április 28-án
- 1938. július Az Első Kjoszó halála július 6-án
- 1943. február A Mucubi-tai csoport elkezdi a Hito-no-micsi háború alatti titkos kommunikációját
- 1946. szeptember A PL Kjódan megalakulása szeptember 29-én
- 1947. szeptember A Második Kjoszó megkapja a 21 PL alapelvet szeptember 29-én
- 1949. április Felépül az ideiglenes PL Központ Simizuban
- 1951. augusztus A Második Kjoszó megalapítja az Új Japán Vallási Szervezetek Szövetségét (Sin Suren), melyet 14 évig elnökként szolgált
- 1952. január A Második Kjoszó megkezdi 14 évig tartó szolgálatát a japán oktatási minisztérium vallási együttműködési tanácsában
- 1953. március A PL Szentföld és Központ építésének nyitó szertartása Tondabajasiban (Oszaka, Japán)
- 1953. július Az első tűzijáték az Első Kjoszó halálának 15. évfordulójára július 6-án
- 1953. augusztus Az első szentföldi Renszei kezdete
- 1954. A Második Kjoszó a Japán Vallási Szervezet (a Sin Surentől különböző szervezet) elnöke lesz
- 1954. július Az első tűzijáték a PL Szentföldön
- 1955. március A PL Szentfüld ideiglenes főtemplomának építése és az Omitama felállítása
- 1955. április A PL Középiskola alapítása (junior középiskola 1959-ben, általános iskola 1964-ben, óvoda 1967-ben, junior főiskola 1974-ben, nővérképző 1977-ben)
- 1956. november A PL Kórház megnyílik
- 1957. december Miki Takahito (Harmadik Kjoszó) születése december 2-án
- 1958. február Brazíliai Szentföld megalapítása
- 1958. május A Második Kjoszó megkapja és kinyilatkoztatja a szent Ojasikirit május 29-én
- 1959. augusztus A Főtemplom és Okucuki elkészül
- 1959. augusztus A központi Omitama áthelyezése a Főtemplomba
- 1959. augusztus Az Első Kjoszó halálának 21. évfordulójának megünneplése tűzijátékkal
- 1959. december A Második Kjoszó könyvének "Az élet művészet" megjelenése
- 1961. november Az észak-amerikai központi létrejötte
- 1962. február A PL Kiadóvállalat alapítása
- 1963. április A PL újság megjelenése
- 1963. április Új lelkészképző intézet
- 1964. november Az Aramitama használatának kezdete
- 1964. november A Főtemplom jobb és bal oldali épületeinek, valamint a Renszei Központ építésének befejezése
- 1965. október A Második Kjoszó elnyeri a Sin Suren tiszteletbeli elnöke címet
- 1966. augusztus Számítógéphasználat kezdete a PL Központban
- 1970. június A PL Botanikai Kutatóközpont megnyílik
- 1970. augusztus A PL Béketorony elkészül
- 1970. december A PL Egészségügyi Vizsgálati Központja megnyílik Tokióban
- 1971. január Az Első Kjoszó születésének 100. évfordulója
- 1971. december A PL Egészségügyi Vizsgálati Központja megnyílik Oszakában
- 1972. március Kappa-za gyermekszínház megalapítása
- 1972. augusztus A PL Középiskola először nyeri a japán kendóbajnokságot
- 1972. október PL Teaszertartás kezdete
- 1973. november A Második Kjoszó látogatása a pápánál
- 1974. október A PL Virágrendező (Ikebana) Iskola megnyílik
- 1974. december A "PL Kjódan" átnevezése "Perfect Libery Kjódan"-ná
- 1976. július A Spanyol-Amerikai Központ létrejötte Argentínában
- 1978. augusztus A PL Középiskola először nyeri meg a japán baseballbajnokságot
- 1979. július Ono tiszteletes és családja Brazíliából Kanadába érkezik
- 1979. szeptember Miki Takahito kinevezése Szecudzsi-ojává
- 1979. október Ottavai PL Omitama felszentelése október 20-án
- 1980. február A Második Kjoszó látogatása II. János Pál pápánál
- 1981. május Miki Takahito bemutatása mint jövendő Harmadik Kjoszó
- 1983. február A Második Kjoszó halála 82 éves korában
- 1983. február A Harmadik Kjoszó hivatalba lépése
- 1983. április A Harmadik Kjoszó különleges beiktatási ceremóniája
- 1984. június Osieoja-szama látogatása az észak-amerikai egyházközségeknél
- 1984. június Osieoja-szama látogatása az dél-amerikai egyházközségeknél
- 1988. október Osieoja a Sin Suren alelnöke lesz
- 1989. augusztus A PL mazsorett csapata összesítésben nyer a nemzetközi bajnokságon
- 1996. Óceániai Központ létrejötte Ausztráliában

## Tanítása
A Tökéletes Szabadság Egyháza (PL-Kjódan és Church of Perfect Liberty néven is ismert) tanítása szerint:
"Te vagy a művész! Te vagy a kézműves mester, aki formálja önnön létét a bölcsőtől a koporsóig. Te vagy az, aki használja a szerszámokat, álmodja az álmokat, látja a látomásokat, rajzolja a terveket, rendelkezik az idejével, megalkotja a mesterművet mindazzal, amit mond vagy gondol a nap bármely pillanatában. Ahogy a szobrász fogja a nyersanyagot és elkezdi megvalósítani elképzelését, ahogy a festőművész megragadja az ecsetet és formába önti kreativitását, az élet teljességében Te vagy a művész."
Osieoja-szama, a PL spirituális vezetője, az első alapelvben így határozta meg az élet értelmét: AZ ÉLET MŰVÉSZET. Mint egy művész, ha kifejezzük igazi önvalónkat mindenben, amit csinálunk, akkor a teljes emberi lehetőségünket megvalósítjuk, s mindez egyedülállóan a sajátunk. Ez a potenciális erő, amivel rendelkezünk, magában foglal minden emberi képességet, úgymint megérteni és értékelni dolgokat, terveket készíteni, döntést hozni s a dolgokat kivitelezni.
Valamennyi megnyilvánulásod visszatükrözi igazi valódat, életed gazdagabbá válik, a lelked magára ébred, és az élet új ösvényei nyílnak meg előtted. A modern ember hajlamos arra, hogy kizárólag a végeredményre helyezze a hangsúlyt, s a boldogság alatt csak az anyagi szükségletek kielégítését értse. A PL alapelvek "Az élet művészet" s "Az ember élete önkifejezések sorozata" az élet legfontosabb elvei, melyek világosan rámutatnak az emberiség igazi természetére. Ezen revelációk megértése bárkit elvezethet egy magasabb szintű és boldogabb létezéshez.
Amikor majd ezek a PL alapelvek eljutnak világszerte emberek millióihoz, akik alkalmazzák őket a mindennapi életükben, az álom a valódi világbékéről valóra válik.
A Tökéletes Szabadság Egyházának célja, hogy megossza veled az isteni alapelveket, melyek Miki Tokucsika (a Második Alapító) részére nyilatkoztattak ki 1947-ben, és hogy elvezessen téged egy beteljesedett "művészi életre" önmagad és a társadalom boldogsága érdekében.
A PL Nyilatkozat
Amikor Miki Tokucsika tiszteletes a második világháború végén kiszabadult tokiói börtönéből, a Hito-no-micsi Kjódan (a PL elődje) lelkészei összegyűltek, hogy megünnepeljék az eseményt. 1945. november 3-a volt, és ez alkalomból a Második Alapító elhatározta, hogy egy mozgalmat indít – melyet eleinte PLC-nek (Permanent Liberty Club, Állandó Szabadság Klub) neveztek, s ez alkalommal mutatta be a PL Nyilatkozatot, mely így hangzik:
„ Az élet művészet.
Az emberi lény csak akkor teljesíti ki az életében rejlő igazi szépséget, csodát, és értelmet, amikor művészi életet él.
Nos, milyen egy művészi élet?
Amikor szabadon kifejezzük egyéniségünket életünk minden tevékenységében. Mindazonáltal igazi egyéniségünket nem tudjuk kifejezésre juttatni a legmagasabb szinten, ha nem vagyunk teljesen mentesek egoista érdekektől és önző nyereségvágytól. Meg kell tanulnunk objektív tudati szinten élni, kifejezvén egyéniségünket az emberiség érdekében és javára.
Mi PL-tagok ezennel kinyilvánítjuk, hogy művészi életet fogunk élni, megszabadulunk ego-központúságunktól, s egyéniségünket tökéletesen szabadon és spontán módon fejezzük ki. Mi PL-tagok szintén kinyilvánítjuk, hogy a mi feladatunk, hogy hirdessük és éltessük a PL tanítását az egész világon, s mindig pozitív módon járuljunk hozzá a globális közösség életéhez.”

## Ifjúsági Hitvallás
1. Egy művészi élet örömteliségében élek
2. Imádkozom mások boldogságáért
3. Igazi erőfeszítés és őszinteség vezérli életem
4. Törekszem a legmélyebb tiszteletre és becsületességre
5. Küzdök a világbékéért

## 21 alapelv
1. Az élet művészet
2. Az élet nem más, mint önkifejezés
3. Isten az ember valódi lényegén keresztül nyilvánul meg
4. A bosszankodás korlátozza önkifejezésed
5. Az ember valódi énje elvész, ha ingatag érzelmei uralják
6. Az ember igazi önvalója akkor nyilvánul meg, amikor az önző én háttérbe szorul
7. Minden az egymástól való kölcsönös függésben létezik
8. Élj sugárzóan mint a Nap
9. Minden ember egyenjogú
10. Szeresd magad és felebarátod
11. Légy mindig Isten közelségében
12. Minden létező számára van egy saját út
13. Létezik egy út a férfi, s egy másik a nő számára
14. A világbéke mindenekelőtt
15. Minden tükör
16. Minden fejlődik
17. Értsd meg, mi a valóban lényeges
18. Minden pillanat egy fordulópont
19. Kövesd megérzéseid
20. Élj a szellem és anyag tökéletes harmóniájában
21. Élj Tökéletes Szabadságban

## Tudomány és vallás
Miki Tokuharu tiszteletes (Első Osieoja-szama) azt mondta: "A vallásnak és a tudománynak összhangban kell lenni." Amikor Miki Tokucsika tiszteletes (Második Osieoja-szama) 1946-ban megalapította a PL-t, lehetőséget kívánt teremteni a tudomány és vallás számára, hogy az Első Osieoja-szama tanításának megfelelően együtt munkálkodjanak.
A PL Kórház és a PL Egészségügyi Vizsgálati Központok
1956-ban megnyílt a Hosokai Kórház (a PL Kórház elődje) követvén azt a meggyőződést, hogy a tudománynak és a vallásnak összhangban kell lenni. A jelenlegi PL Kórház egy általános kórház modern felszerelésekkel, amely egyaránt szolgálja a japán PL Központot és a helyi közösséget. A PL Kórház orvosai és nővérei tudásuk legjavát nyújtva, Istenbe vetett bizalommal és őszinte elkötelezettséggel valósítják meg a gyógyítás "művészetét" . Az orvostudomány ilyen megközelítése rendkívül hatékonynak bizonyult a páciensek testi és lelki felépülése tekintetében egyaránt.
1970-ben megnyílt a tokiói PL Egészségügyi Vizsgálati Központ, melyet 1971-ben követett az oszakai. Ez a két központ teljesen számítógépesítve van, s kombinálja a "három órás emberi szárazdokk"-nak nevezett módszert a modern autoanalizátorokkal. Minden egyes páciens végigmegy ezen a rendkívül részletes kivizsgáláson és szóbeli és írásos összegzést kap az eredményekről, mielőtt elhagyná a centrumot. Azok a PL-tagok, akiknek a vizsgálata során valamely betegséget fedeztek fel, a betegségük mentális okaival kapcsolatos konzultáción vesznek részt. Egy másik PL Egészségügyi Vizsgálati Központ nyílt nemrég Brazíliában, São Paulo-ban.
A PL Egészségügyi Vizsgálati Központok keményen munkája, hogy létrehozzanak egy prevención alapuló egészségügyi ellátórendszert, egyedülálló megközelítésmódja miatt egész Japánban elismerést vívott ki.
PL Botanikai Intézet
A PL Botanikai Intézet 1970-ben jött létre, s kutatóállomással rendelkezik Japánban (Oszaka) és Brazíliában (Arujá, São Paulo). A Második Osieoja-szama vírusmentes növényeket akart előállítani a merisztéma kutatások felhasználásával, hogy segítsen a világ szegény nemzetein. A vírusmentes burgonya első generációját Brazíliának adományozta, s mára az ország krumplitermésének mintegy fele ezekből a palántákból származik. Az intézet jelenleg olyan növények kifejlesztésén dolgozik, melyek képesek lennének ellenállni olyan kedvezőtlen feltételeknek, mint a sós, szikes talaj.
A PL tudósai és orvosai egy japán országos projektben is részt vesznek, melynek célja, hogy erőteljes ionsugárzás-gyorsítással állítsanak elő hatékony módszert a rák kezelésére.
Az Általános Kutatóintézet
1966-ban, a számítógép-korszak kezdetén , a PL elkezdte használni a komputertechnológiát a betegségek és a mentális szokások közötti összefüggések vizsgálatához. Ma ez a létesítmény azon fáradozik, hogy a PL tanainak tudományos bizonyítékait bemutassa, továbbá informatikai támogatást nyújtson a PL menedzsment és promóció minden területén. A Kutatóintézet háttértámogatásának köszönhetően számítógépes kapcsolat köti össze valamennyi PL centrumot szerte a világban.

## Külső hivatkozások
- PL Kyodan International
- Tökéletes Szabadság[halott link]
- PL Kjódan nem hivatalos magyar oldala
- PL Kjódan lap magyar linkgyűjtemény
- PL Newsletter
- M. Bach Power of Perfect Liberty online
- Encylopaedia Britannica: PL Kyodan
- Japanese Golf Religion Archiválva 2007. április 3-i dátummal a Wayback Machine-ben
- Nakamaki Hirochika: Perfect Liberty Kyodan in Brazil
- PL Kjódan.lap.hu - linkgyűjtemény